# Изолација (филм)
Изолација је српски филмски трилер из 2024. године, режисера Марка Бацковића.
Свечана премијера филма jе одржана 29. октобра 2024. године.
Филм је до 29. новембра 2025. у биоскопима одгледало 100.000 гледалаца.

## Радња
Јован је млади биолог пун ентузијазма који изненадно добија добро плаћени посао надгледања миграција животиња у шуми. На удаљеној планини, далеко од цивилизације, смештен у дрвеној колиби преуређеној у научну станицу, његов посао је да води рачуна о одржавању камера које снимају дивље животиње. Сцене су снимане на планини Тари, а на снимцима се у једном тренутку појављује мистериозни човек за кога Јован почиње да сумња да га уходи.
Како време у изолацији буде одмицало, Јован ће бити сведок ноћних посета, чудних телефонских позива и необјашњивих звукова који ће почети да буде његову параноју и страх. Суочен са нејасном претњом, водиће унутрашњу борбу са самим собом у којој неће бити сигуран да ли је оно што му се дешава реалност или плод страха. Почеће да преиспитује своју одлуку о останку у шуми. Тачка његовог менталног пуцања биће ситуација када буде видео убиство у шуми.

## Улоге
| Глумац             | Улога                |
| ------------------ | -------------------- |
| Милош Биковић      | Јован                |
| Милена Предић      | психијатар           |
| Миодраг Крстовић   | Сретен               |
| Младен Андрејевић  | Михаило              |
| Милутин Дапчевић   | Миња                 |
| Марко Пантелић     | Жика                 |
| Анђела Јовановић   | Ниа                  |
| Алиса Лацко        | Маја                 |
| Аница Добра        | Миња                 |
| Младен Совиљ       | момак 1              |
| Милорад Милинковић | реализатор           |
| Матеа Милосављевић | Леа                  |
| Марко Јоцић        | социолог Петровић    |
| Невена Перлић      | организаторка        |
| Јован Јелисавчић   | организатор          |
| Срђан Бајски       | координатор          |
| Душан Поповић      | момак 2              |
| Соња Марковић      | асистент реализатора |
| Ива Вучинић        | Тијана               |